# Monument de l'Europe à Ouren
Le monument de l'Europe est un monument sur les communes belge de Burg-Reuland et luxembourgeoise de Clervaux situé à proximité du tripoint Allemagne - Belgique - Luxembourg et de la commune d’Arzfeld (Allemagne).
Le tripoint se trouve au niveau de la rivière Our. Il est en réalité une triligne entourée de deux tripoints du fait de l'existence du condominium germano-luxembourgeois. Le premier tripoint à l'ouest se trouve sur la berge, à la jonction entre l'Our et le ruisseau Ribbach/Réibbach. Il marque la jonction entre la Belgique, le condominium et le Luxembourg. Deux bornes encadrent ce tripoint. Sur la berge opposée, à l'est, se trouve une troisième borne, marquant le deuxième tripoint, jonction entre l'Allemagne, la Belgique et le condominium.
La distance entre le monument et la zone des trois frontières est de 140 mètres.